# آن وليامز
آن وليامز (بالإنجليزية: Ann Williams)‏ هي راقصة أمريكية، ولدت في 21 أكتوبر 1937.